# 天野暁月
天野 暁月（あまの あかつき、1987年 - ）は、日本の推理作家。福岡県出身。神奈川県在住。早稲田大学商学部卒業。2012年、東京創元社主催の第9回ミステリーズ!新人賞で佳作入選。

## 略歴
2012年、天野泡吟（あまの ほうぎん）名義で応募した「清然和尚と仏の領解」で、第9回ミステリーズ!新人賞（選考委員：桜庭一樹、新保博久、法月綸太郎）佳作入選。受賞後にペンネームを天野暁月に改めた。

## 作品リスト

### 雑誌掲載短編
- 「清然和尚と仏の領解」（『ミステリーズ!』Vol.56、2012年12月号、東京創元社）
- 「亜衣は死を欺く」（『ミステリーズ!』Vol.70、2015年4月号、東京創元社）
- 「何かが足りない方程式」（『ミステリーズ!』Vol.78、2016年8月号、東京創元社）

### アンソロジー
「」内が天野暁月の作品
- ベスト本格ミステリ2017（2017年6月 講談社ノベルス）「何かが足りない方程式」
  - 【再編集・改題】ベスト本格ミステリ TOP5 短編傑作選003（講談社文庫 2019年4月）

## 参考資料
- 東京創元社主催 ミステリーズ!新人賞 案内